# Troisième pont de Nankin
Le Troisième pont de Nankin ou Troisième pont de Nanjing (chinois simplifié : 南京长江第三大桥 ; chinois traditionnel : 南京長江第三大橋 ; pinyin : Nánjīng Chángjiāng dìsān dàqiáo) traverse le Yangzi Jiang à hauteur de Nankin (ou Nanjing) dans la province du Jiangsu en Chine.
Il s'imposa au rang de troisième plus grand pont à haubans du monde lors de son inauguration avec une portée principale de 648 mètres derrière le pont de Normandie en France et le Pont de Tatara au Japon.

## Descriptif général
Le troisième pont de Nankin fait partie d’un complexe de ponts d’une longueur totale de 15 600 m, situé sur l'autoroute Ningma Expy qui relie Nankin à Ma'anshan, faisant partie de la route reliant Shanghai sur la côte à Chengdu dans la province de Jiangsu. Le viaduc d’accès sud est long de 3 083 m, le pont principal sur le Yangzi Jiang est long de 4 744 m, et le viaduc d’accès nord du pont de 7 773 m.
Le pont principal est lui-même composé de l’ouvrage dénommé « troisième pont de Nankin », un pont à haubans de cinq travées de longueurs respectives 63 m, 257 m, 648 m, 257 m et 63 m, soit un longueur de tablier suspendue de 1 288 m.
Le coût du projet a été estimé à 362 millions de dollars US (276 millions d'euros).

### Tablier

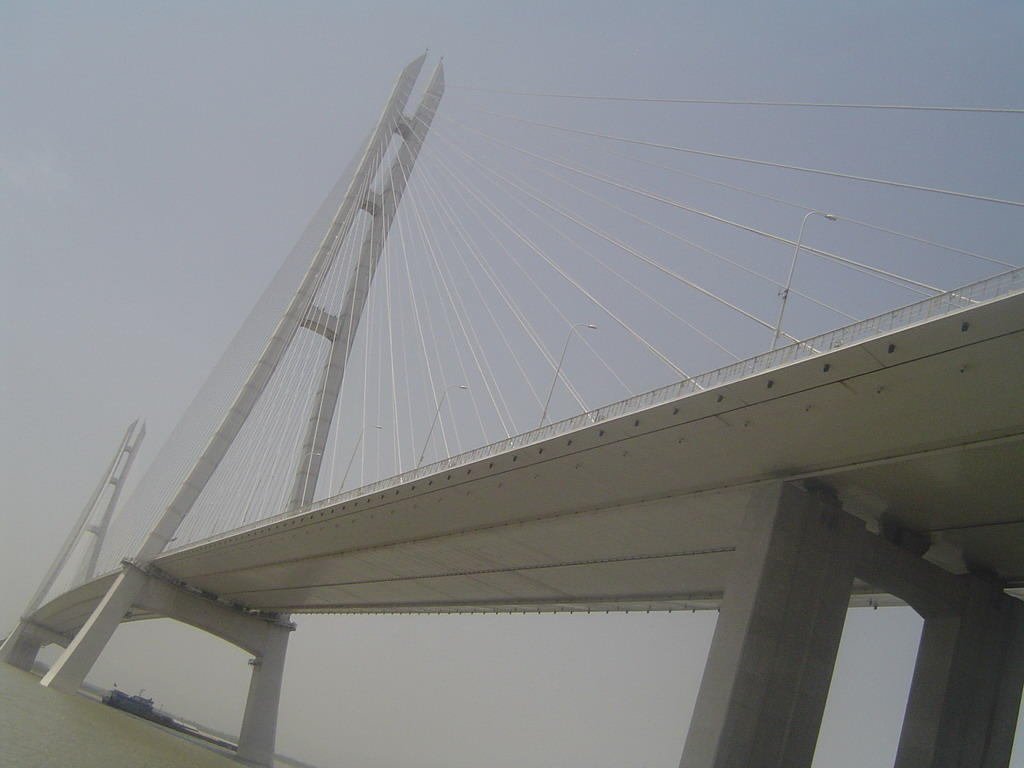
Pylône et dessous du tablier

Le tablier est une (dalle orthotrope) de largeur hors-tout 37,20 mètres et de hauteur 3,2 mètres, revêtu d'une surface de bitume-epoxy. Il supporte 3 x 3 voies de circulation, avec une circulation limitée à 100 km/h.

### Pylônes
Les pylônes en forme de "V" inversé sont en béton pour la partie sous le tablier puis en acier pour la partie supérieure. Des études poussées sur les effets du vent sur la structure ont amené les ingénieurs à utiliser des amortisseurs de masse pour atténuer les vibrations des pylônes et lutter contre les effets de vortex autour de ces derniers.
Les trois entretoises du pylône symbolisent le fait qu'il s'agit du troisième pont franchissant le Yangzi Jiang à Nankin, après le Deuxième pont de Nankin et le pont de Nankin, et cinquième depuis l'embouchure du fleuve (lors de son inauguration) après le pont de Jiangyin et le pont Runyang, inauguré le 30 avril 2005, peu avant le troisième pont de Nankin.

## Construction

Pylône

L'entreprise mandataire du chantier est Nanjing No 3 Yangtze River Bridge Company Ltd. avec les sous-traitant suivants, :
- China Railway BaoQiao Company
- Hunan Road and Bridge Company
- CHEC Second Navigational Engineering Bureau
- China Railway Shanhaiguan Bridge Company
- VSL

La construction du pont a nécessité 2000 ouvriers qui travaillaient par roulement (24/24h et 7/7j), le chantier a débuté le 29 août 2003 et il a été mis en service le 7 octobre 2005.
Au total, ce sont 33 000 tonnes d'acier qui ont été utilisés pour la réalisation.

### Fabrication des pylônes
La fabrication des pylônes en acier a été réalisée du 17 février 2004 au 31 décembre 2004. Plusieurs innovations ont été mises en œuvre pour mener à bien cette opération :
- dans la technique de fabrication d’abord. Peu de pays dans le monde peuvent réaliser de tels éléments (Japon, Allemagne et États-Unis). Une telle tour incurvée en acier est en effet une première mondiale.
- dans le contrôle des déformations des soudures et des assemblages des segments,
- dans le contrôle 3D de la construction,
- dans les processus,
- des équipements de très grande précision ont été utilisés pour les travaux de finition.
- des contrôles de fabrication des caissons d’ancrage dans la tour.

### Montage des pylônes
Les piles sont construites sur des pieux forés tubés de grande profondeur dont la température a été contrôlée durant toute la mise en œuvre, de même que la tension de l'enveloppe en acier.
Des grues à tour exceptionnelles ont été utilisées pour la construction des pylônes, il s'agit de modèles Potain MD 3600 qui ont une capacité de 160 tonnes à 18,7 mètres, équipées de flèches de 40 mètres, et ont atteint une hauteur sous crochet de 232 mètres,, d'autres grues à tour ont ensuite été installées sur les plus hautes entretoises des pylônes. 
Chaque montant des pylônes est constitué de 21 caissons en acier avec un poids compris entre 130 et 160 tonnes.

### Assemblage du tablier
Le tablier est constitué de 67 segments préfabriqués en acier dont 45 pour la travée centrale, un segment courant pèse 258 tonnes, pour 37,2 mètres de largeur, 15 mètres de longueur et 3,2 mètres en hauteur. Les segments au droit des pylônes furent levés à l'aide d'une pontons-grues tandis des portiques placés en porte à faux, équipés de treuils, ont levé ceux en travée centrale et en travée de rive selon la méthode dite en encorbellement, l'opération de levage d'un segment sur une hauteur de 40 mètres durait environ 3 heures. Ainsi, le tablier métallique fut mis en place en quatre mois et demi, du 30 janvier au 21 mai 2005.

## Récompenses
Le troisième pont de Nankin a reçu la médaille Gustav Lindenthal, au même titre que le viaduc de Millau, décernée par l'Engineers' Society of Western Pennsylvania lors de la Conférence internationale sur les ponts de 2007 pour « une récente et unique réalisation exceptionnelle en harmonie avec l'environnement, un mérite esthétique et une concertation réussie ». Il a également reçu le second prix de la National Award for Science and Technology Progress, le Zhan Tianyou Civil Engineering Award, le Outstanding Award for Science and Technology Progress of China Highway Society et le premier prix de la Highway Traffic Excellent Design.

## Sources et références
1. 1 2 3  (en)[PDF]« Nanjing Yangtze River Third Crossing - China », sur Vsl.com (consulté le 14 juin 2010).
2. 1 2 3   The Third Nanjing Bridge – Great Cable-Stayed Bridge in China (2009) p20
3. 1 2 3 4 5  [PDF]LookingUP, magazine de Manitowoc Crane Group, Vol.4 ed.2, « L'acier chinois - visite du chantier », sur Grovecranes.com (consulté le 16 juin 2010), p.22
4. 1 2  (en) « Nanjing No. 3 Yangtze River Bridge Wins Prestigious Gustav Lindenthal Medal », sur News.thomasnet.com (consulté le 13 juin 2010).
5. ↑  (en) « Runyang Bridge across Yangtze River opens to traffic », sur Peoples Daily Online (consulté le 15 juin 2010).
6. 1 2  (en) « The 3rd Nanjing Yangtze River Highway Bridge in Jiangsu Province », sur Hpdi.com.cn - CCCC Highway Consultants Co. Ltd (consulté le 14 juin 2010).
7. ↑  (en)« Steel Tower of Nanjing 3rd Yangtze River Bridge », sur China railway Baoji group co (consulté le 14 juin 2010).
8. ↑  (en) « Construction monitoring of Nanjing Third Yangtze River Bridge », sur Tider.com.cn (consulté le 14 juin 2010).
9. ↑  [PDF]« Gamme MD », sur Potain.fr (consulté le 14 juin 2010).
10. ↑  [PDF]LookingUP, magazine de Manitowoc Crane Group, Vol.3 ed.1, « Potain ou les plus grandes grues jamais construites », sur Grovecranes.com (consulté le 14 juin 2010), p.5
11. ↑  (en) « 3rd Nanjing Yangtze Bridge », sur Mageba.ch (consulté le 14 juin 2010).
12. ↑  (en) « Bridge Awards - Gustav Lindenthal Medal Winners », sur Eswp.com - Engineers' Society of Western Pennsylvania (consulté le 13 juin 2010).